# Хорватсько-японські відносини
Хорватсько-японські відносини (хорв. Hrvatsko-japanski odnosi, яп. 日本とクロアチアの関係) —  історичні і поточні двосторонні відносини між Хорватією та Японією.

## Історія
Ці дві країни встановили дипломатичні відносини одна з одною 5 березня 1993 року. Посольство Хорватії в Токіо було відкрито у вересні 1993 року, а японське посольство в Загребі відкрилося в лютому 1998 року. Історично склалося так, що обидві країни у Другій світовій війні належали до держав осі, а Японія тримала в Загребі посольство, визнаючи Незалежну державу Хорватію, якою правив маріонетковий уряд, підлеглий нацистській Німеччині.

## Військові зв'язки

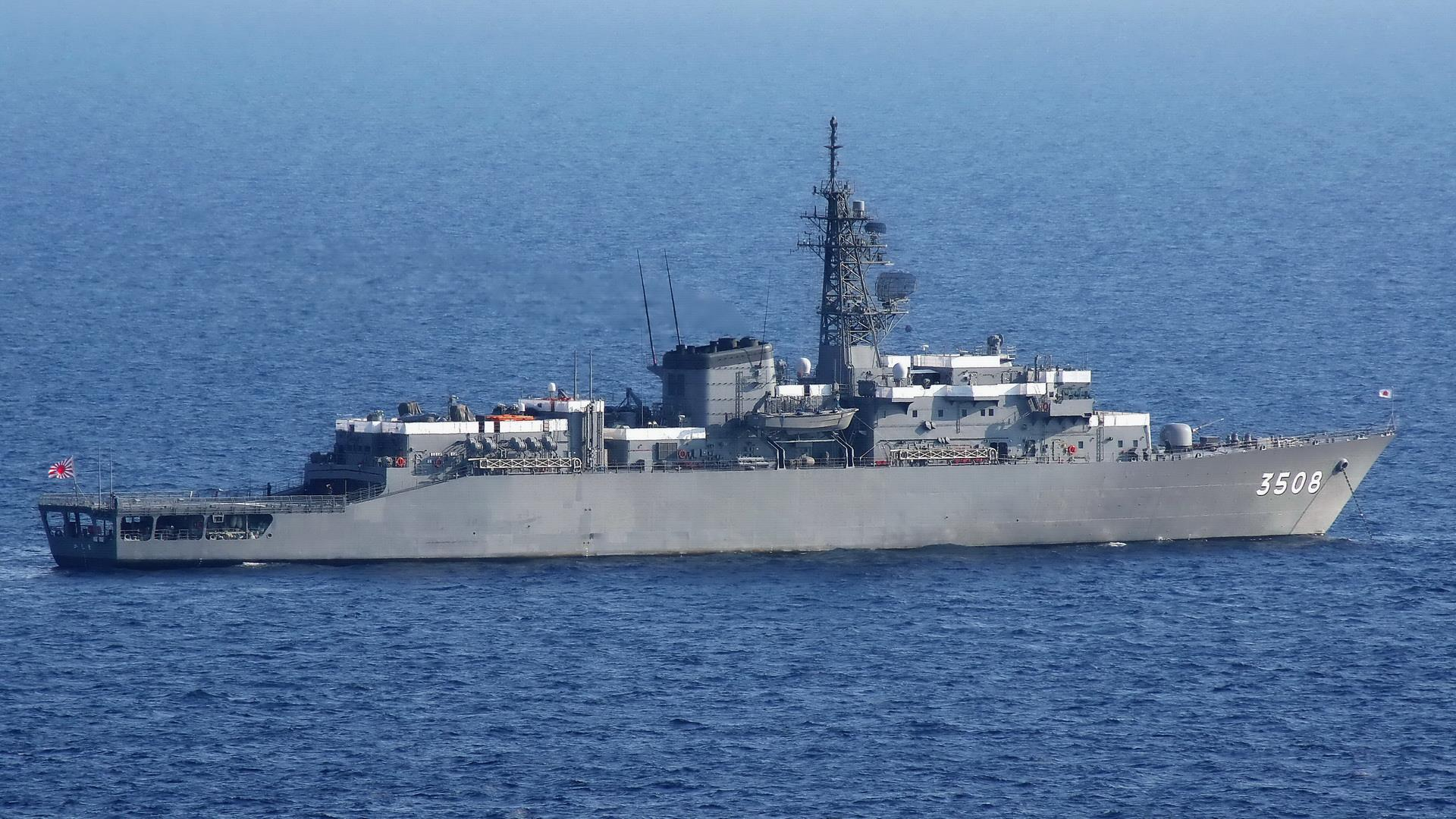
Навчальний корабель японських ВМС «Касіма» у Спліті (Хорватія) 2 вересня 2013

Хорватія офіційно вступила в НАТО 1 квітня 2009 року. З моменту приєднання до військового альянсу Хорватія і Японія мають спільного союзника в особі США.
З нагоди святкування 20-ї річниці встановлення дипломатичних відносин між Хорватією і Японією у вересні 2013 року навчальний корабель японських ВМС «Касіма» відвідав головну базу ВМС Хорватії та друге за величиною місто країни —  Спліт. Це був перший в історії візит у Хорватію японського військового судна. На борту «Касіми», яка стояла на якорі у Сплітському порту відбулася товариська вечірка зі спільним виступом оркестру ВМС Японії і оркестру ВМС Хорватії, де були присутні колишній президент Хорватії Степан Месич, японський посол Масару Цудзі, японський контр-адмірал Фуміюкі Кітагава, десятки військовослужбовців обох флотів і звичайні громадяни.

## Міста-побратими
- Рієка —  Кавасакі (з 23 червня 1977[8])
- Загреб —  Кіото (З 22 жовтня 1981[9])
- Пула —  Хекінан (з 5 квітня 2007[10])